# Amaranthus parvulus
Amaranthus parvulus är en amarantväxtart som beskrevs av Albert Peter. Amaranthus parvulus ingår i släktet amaranter, och familjen amarantväxter. Inga underarter finns listade i Catalogue of Life.